# Maîtrise de la Cathédrale Notre-Dame de Reims
La maîtrise de la Cathédrale Notre-Dame de Reims est créée au XIIIe siècle, en même temps que l'église. Pour l'année scolaire 2010-2011, la maîtrise de la cathédrale de Reims comptait cent-soixante élèves (de la classe de CE1 jusqu'à la 3e), dont deux-tiers de filles. Les enfants les plus jeunes sont inscrits à la pré-maîtrise. Le chœur proprement dit commence à partir du CM2. Ses membres interviennent selon diverses formations, à géométrie variable, dont le « chœur pilote » (56 adolescents). Le répertoire s'étend de la musique sacrée à la musique profane, en passant par l'opéra.
La maîtrise est dirigée depuis 2001 par Sandrine Lebec (née en 1972). Chanteuse classique et  violoniste de formation, elle a commencé sa carrière de chef de chœur aux conservatoires de Versailles et de Boulogne-Billancourt puis à la Maîtrise des Hauts-de-Seine. La journée du 8 juillet 2012 a initié, à la cathédrale de Reims, une série de manifestations organisées pour les 50 ans de la réconciliation franco-allemande, ayant abouti, le 22 janvier 1963, à la signature du traité de l'Élysée, conclu entre le général de Gaulle et le chancelier d'Allemagne fédérale Konrad Adenauer. Ce jour de 2012, le président de la République française, François Hollande, et la chancelière allemande Angela Merkel ont présidé la cérémonie au cours de laquelle la maîtrise de la cathédrale, accompagnée par l'orchestre de l'Opéra de Reims, ont donné un extrait de la Passion selon saint Jean de Jean-Sébastien Bach. 

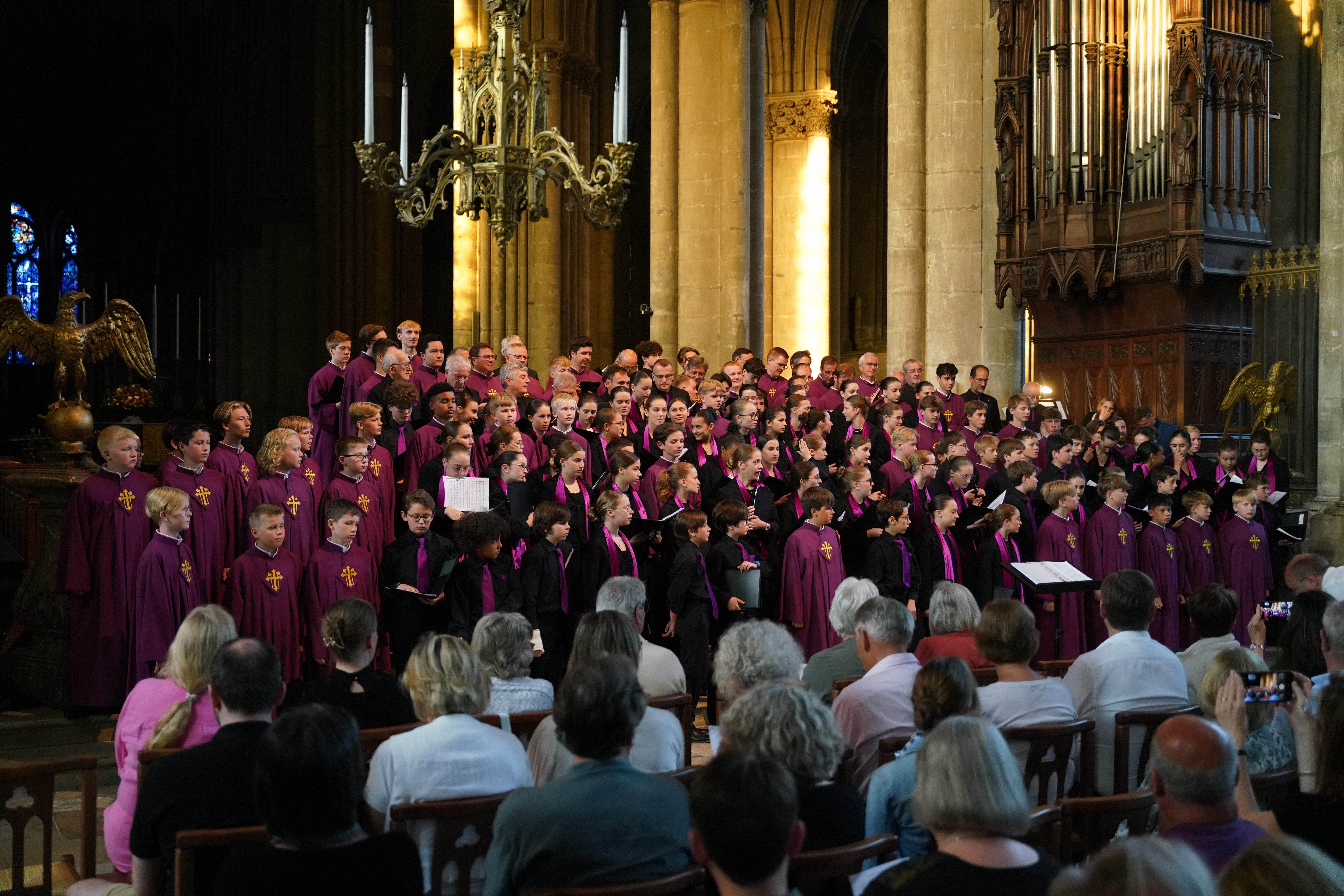
Collaboration avec le Nidarosdomens Guttekor de Trondheim.

Par le passé, la maîtrise avait été dirigée par des maîtres de chapelle qui marquèrent la vie musicale de la ville, comme le compositeur Henri Hardouin (1748-1791), le chanoine Lucien Hess (membre de la Schola à partir de 1927, interné puis déporté de juillet 1944 au mois d'avril 1945, puis directeur de l'École de la maîtrise jusqu'en 1957/58), ou encore l'organiste Arsène Muzerelle (de)(maître du chœur de 1960 à 1997/98).